# Klas Dahlbeck
Klas Dahlbeck (* 6. Juli 1991 in Katrineholm) ist ein schwedischer Eishockeyspieler, der seit Mai 2022 beim HC Davos aus der Schweizer National League unter Vertrag steht und dort auf der Position des Verteidigers spielt. Zuvor war Dahlbeck unter anderem für die Chicago Blackhawks, Arizona Coyotes und Carolina Hurricanes in der National Hockey League aktiv.

## Karriere
Klas Dahlbeck begann seine Karriere als Eishockeyspieler in seiner Heimatstadt in der Nachwuchsabteilung von Katrineholm Hockey. Anschließend war er von 2007 bis 2009 in der Nachwuchsabteilung der Växjö Lakers aktiv, wobei er in der Saison 2008/09 parallel in fünf Partien als Leihspieler für den Gislaveds SK in der drittklassigen Division 1 zum Einsatz kam. Zur Saison 2009/10 wechselte der Verteidiger zum Linköping HC, für dessen Profimannschaft er in der Elitserien in seinem Rookiejahr in insgesamt neun Spielen punkt- und straflos blieb. Zudem lief er als Leihspieler in zwei Spielen für den Drittligisten Mjölby HC auf.

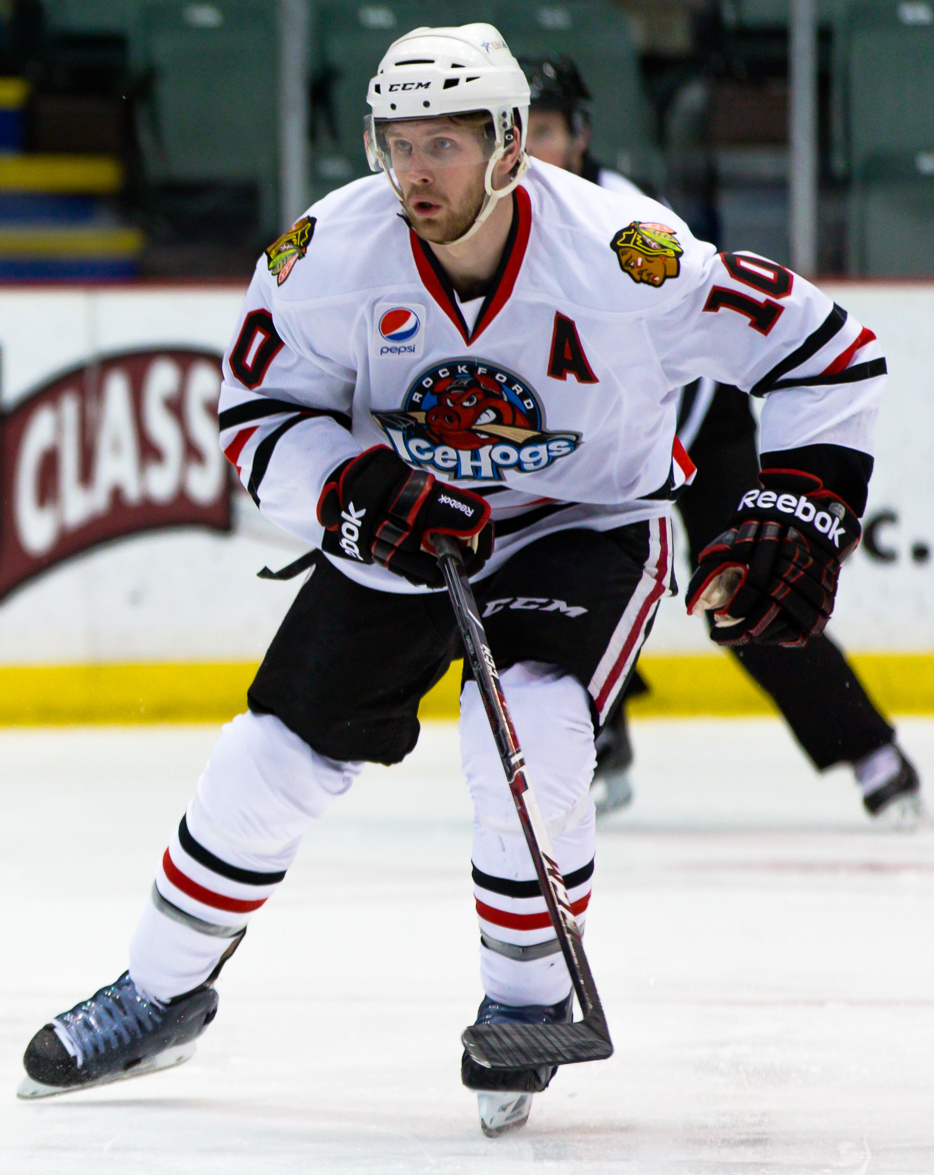
Klas Dahlbeck im Trikot der Rockford IceHogs

In der Saison 2010/11 steigerte sich Dahlbeck auf acht Torvorlagen in insgesamt 54 Elitserien-Einsätzen. Zudem stand er in acht Spielen in der European Trophy auf dem Eis. Anschließend wurde er im NHL Entry Draft 2011 in der dritten Runde als insgesamt 79. Spieler von den Chicago Blackhawks ausgewählt. Im Mai 2012 unterzeichnete er einen Einstiegsvertrag bei den Blackhawks, die ihn daraufhin an ihr Farmteam, die Rockford IceHogs, abgaben. Dort verbrachte Dahlbeck zwei volle Spielzeiten, ehe er in der Saison 2014/15 zu seinem NHL-Debüt kam und insgesamt vier Spiele für Chicago absolvierte.
Im Februar 2015 gaben ihn die Blackhawks samt einem Erstrunden-Wahlrecht für den NHL Entry Draft 2015 an die Arizona Coyotes ab und erhielten im Gegenzug Antoine Vermette. Im folgenden Sommer verlängerte Dahlbeck seinen Vertrag in Arizona um ein Jahr, ebenso ein Jahr später. Kurz vor Saisonbeginn wurde er im Oktober 2016 über den Waiver von den Carolina Hurricanes verpflichtet.
Nach sechs Jahren in Nordamerika, in denen sich Dahlbeck nie in der NHL durchsetzen konnte, kehrte der Schwede im Juni 2018 nach Europa zurück und unterzeichnete einen Einjahresvertrag beim HK ZSKA Moskau aus der Kontinentalen Hockey-Liga (KHL). Am Ende der Saison 2018/19 gewann er mit dem ZSKA den Gagarin-Pokal, die Meisterschaftstrophäe der KHL. Nach der Saison 2021/22, in der er seine zweite Meisterschaft mit dem Armeesportklub gewonnen hatte, entschied sich Dahlbeck für einen Wechsel zum HC Davos aus der Schweizer National League.

### International
Mit der U20-Nationalmannschaft Schwedens nahm Dahlbeck an der Junioren-Weltmeisterschaft 2011 teil. Im Turnierverlauf bereitete er in sechs Spielen zwei Tore vor. Für die A-Nationalmannschaft seines Heimatlandes debütierte er im Rahmen der Euro Hockey Tour 2011/12.

## Erfolge und Auszeichnungen
- 2019 Gagarin-Pokal-Gewinn und Russischer Meister mit dem HK ZSKA Moskau
- 2022 Gagarin-Pokal und Russischer Meister mit dem HK ZSKA Moskau
- 2023 Spengler-Cup-Gewinn mit dem HC Davos

## Karrierestatistik
Stand: Ende der Saison 2024/25

### International
Vertrat Schweden bei:
- U20-Junioren-Weltmeisterschaft 2011
- Weltmeisterschaft 2021

(Legende zur Spielerstatistik: Sp oder GP = absolvierte Spiele; T oder G = erzielte Tore; V oder A = erzielte Assists; Pkt oder Pts = erzielte Scorerpunkte; SM oder PIM = erhaltene Strafminuten; +/− = Plus/Minus-Bilanz; PP = erzielte Überzahltore; SH = erzielte Unterzahltore; GW = erzielte Siegtore; 1 Play-downs/Relegation; Kursiv: Statistik nicht vollständig)